# Affaire Christine Malèvre
L'affaire Christine Malèvre est une affaire criminelle française dont la principale protagoniste, Christine Malèvre, ancienne infirmière à l'hôpital François-Quesnay de Mantes-la-Jolie (Yvelines), a été condamnée à 12 ans de détention pour avoir volontairement provoqué la mort de six patients.

## Les faits
Christine Malèvre est accusée d'avoir, entre février 1997 et mai 1998, procédé à l'euthanasie de six patients admis durant cette période au service de neuro-pneumologie de l'hôpital où elle exerçait. Au moins deux de ces patients n'étaient pas en soins palliatifs au moment des faits,.
Christine Malèvre a de plus été soupçonnée d'avoir commis au total trente homicides du même genre, qu'elle a avoués dans un premier temps, pour se rétracter après sa sortie de garde à vue.
Lors des premiers interrogatoires, elle a assuré que ces patients lui avaient demandé de l'aide pour mourir. Version contestée par certaines familles de victimes, dont le proche s'apprêtait à quitter l'hôpital, était en voie de guérison ou n'avait pas fait montre d'une envie de mourir.

## Profil psychologique
Après avoir été avertie des soupçons de sa hiérarchie à son égard et avoir été suspendue de ses fonctions, Christine Malèvre a commis une tentative de suicide en avalant une surdose d'anxiolytiques et a ensuite été placée en hôpital psychiatrique.
Les expertises psychologique et psychiatrique peignent le portrait d'une jeune femme qui avait toujours rêvé de devenir infirmière mais dont la fascination morbide pour la maladie l'avait menée à se sentir investie d'une mission secrète de "délivrance" auprès des patients.

## La condamnation
Le 31 janvier 2003, Christine Malèvre est reconnue coupable de six assassinats. Elle est alors condamnée à 10 ans de réclusion criminelle et à verser 92 910 euros de dommages-intérêts. Elle fait appel de cette condamnation.
Christine Malèvre est acquittée du meurtre de Denise Le Maout.
Le second jugement, le 15 octobre 2003, a porté sa peine à 12 ans de réclusion,,. En attendant le procès en appel, elle est maintenue en détention, ce que contestent ses proches et ses partisans, notamment au nom du droit à la présomption d'innocence et au motif que sa libération ne porterait en aucun cas atteinte à l'ordre public.
Des journalistes dont Laurent Ruquier ont pris position en sa faveur avant qu'elle ne soit jugée à la suite de la publication du livre Mes aveux racontant sa version des faits. Cependant la majorité d'entre eux se sont rétractés après la révélation, au cours du procès, que certaines des victimes ne désiraient pas mourir.
Christine Malèvre a été libérée en août 2007 après avoir purgé 4 ans de prison.

## Articles de presse

### Enquête
- « Christine Malèvre, 28 ans, infirmière. Mise en examen pour euthanasie, elle affirme un dévouement sans limites. Le passage » Article de Stéphane Lino publié le 31 octobre 1998 dans Libération.
- « Mortelle compassion » Article de Anne-Marie Casteret publié le 19 novembre 1998 dans L'Express.
- « Les inquiétants aveux de l'infirmière » Article de Anne-Marie Casteret publié le 25 mars 1999 dans L'Express.
- « La dérive meurtrière d'une infirmière » Article de Anne-Marie Casteret publié le 24 juin 1999 dans L'Express.

### Procès

#### Première instance
- « L'énigme » Article de Anne-Marie Casteret publié le 16 janvier 2003 dans L'Express.

- « Procès Christine Malèvre : meurtres ou euthanasie ? » Article d'Élisabeth Fleury publié le 20 janvier 2003 dans Le Parisien.
- « Chronologie » Article publié le 20 janvier 2003 dans Le Nouvel Observateur.
- « Le pesant mal-être de Christine Malèvre » Article d'Élisabeth Fleury publié le 21 janvier 2003 dans Le Parisien.
- « Christine Malèvre : « J'ai aidé deux malades à mourir » » Article d'Élisabeth Fleury publié le 22 janvier 2003 dans Le Parisien.
- « Une infirmière dans le box des assises, on perd ses repères » Article de Brigitte Vital-Durand publié le 31 janvier 2003 dans Libération.
- « Les « secrets » de Christine Malèvre » Article d'Émilie Lanez publié le 7 février 2003 dans Le Point.

#### Appel
- « Le cas Malèvre » Article publié le 2 octobre 2003 dans L'Express.
- « Les premiers remords de Christine Malèvre » Article d'Élisabeth Fleury publié le 3 octobre 2003 dans Le Parisien.
- « Christine Malèvre, infirmière "idéaliste" » Article publié le 6 octobre 2003 dans Le Nouvel Observateur.

#### Condamnation
- « Réquisitions plus sévères pour l'infirmière » Article d'Élisabeth Fleury publié le 15 octobre 2003 dans Le Parisien.
- « Christine Malèvre a «envie de vivre» » Article publié le 16 octobre 2003 dans 20 minutes.
- « Le procès de Christine Malèvre : les euthanasies criminelles d'une jeune infirmière » Article de Marion Van Renterghem publié le 25 août 2006 dans Le Monde.

## Documentaire télévisé
- « Christine Malèvre, la mort au bout de l'aiguille » le 31 juillet 2003 dans Faites entrer l'accusé présenté par Christophe Hondelatte sur France 2.

## Émission radiophonique
- « Christine Malèvre, infirmière ou bourreau ? » dans Un été de faits divers présenté par Jean-Alphonse Richard sur le 30 juillet 2009 sur RTL.
- « Christine Malèvre, l'infirmière qui donnait la mort » dans Hondelatte raconte le 24 août 2020 sur Europe 1.« Malèvre : l’infirmière qui donnait la mort - L'intégrale », sur Europe 1 (consulté le 5 janvier 2021).